# Jan Brandt (Theologe)

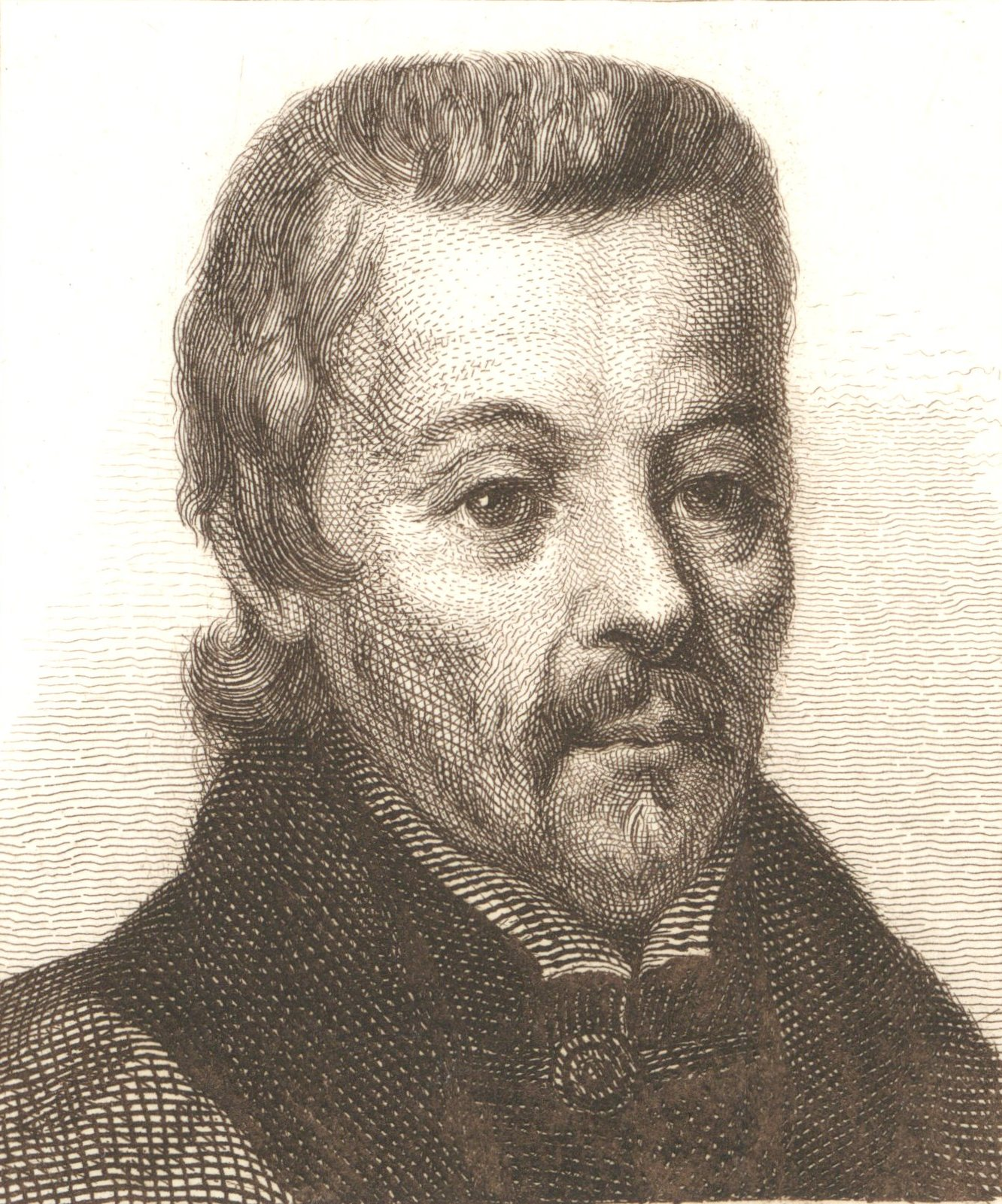
Jan Brandt

Jan Brandt (* 1554 vermutlich in Posen; † 27. Mai 1602 in Lemberg) war ein polnischer Theologe und Komponist.
Brandt trat 1571 in den Jesuitenorden ein und wurde 1578 ordiniert. Nach einem Studienaufenthalt in Rom  war er ab 1584 Mitglied der Jesuitenkonvente in Krakau, Pultusk, Posen und Wilna. Von 1599 bis 1601 unternahm er eine weitere Reise nach Rom und wurde dann Superior des Jesuitenkollegs in Lemberg. Er war ein
bedeutender Theologe und Prediger der Gegenreformation.
Das kompositorische Werk Brandts galt als verschollen. Erst 1972 wurde in den Beständen der Universität Uppsala in einer Orgeltabulatur von 1620 Kompositionen gefunden (darunter ein vierteiliges Coelestes merces), die vermutlich aus der verlorengegangenen Sammlung Pieśni różne pospolite o różnych pobożnych potrzebach roku 1601 stammen.